# 鄧元覚
鄧 元覚（とう げんかく）は中国の小説で四大奇書の一つである『水滸伝』の登場人物。
第114回～117回まで登場する、方臘配下の将帥。歙州出身の僧侶で宝光如来と号し周囲からは国師と呼ばれる。方臘の大太子であり南安王・方天定の統治する杭州を守備する四大将軍の一人。渾鉄で鍛えられた五十斤の重量を持つ禅杖を得物とする荒法師で、同僚の石宝と共に万夫不当の勇を讃えられていた。尚、元覚とは彼の法号であり、作中では本名は紹介されていない。

## 生涯
鄧元覚の名が作中に初めて登場するのは、方臘麾下の秀州の守将・段愷が宋軍に降伏してきた後、宋江が彼に次の攻略目標となった杭州の戦力に関して質問した際である。段愷が語るには杭州の守将である方天定の配下には七万余の軍勢と、二十四人の将軍、四人の元帥があり、四人の元帥のうち特に腕が立つ二人として後に梁山泊にとって最大の敵となる石宝と共に鄧元覚の名が紹介された。
そして崇徳県に侵攻してきた宋軍への対応を謀るため、方天定が協議を開いた場面で同僚の諸将と共に鄧元覚も登場するが、三路から攻め入る宋軍に対しては他の三人の元帥である石宝、厲天閏、司行方らがそれぞれ偏将達を率いて迎撃に当たり、鄧元覚は方天定と共に居城の守備に当たる事となる。やがて厲天閏、司行方らが敗れ宋軍が城に攻め寄せると、梁山泊きっての荒法師であり同じく禅杖を得物とする魯智深に挑み、石宝をして「これほどの好敵手同士は見た事が無い」と言わしめるほどの激しい一騎討ちを繰り広げたが、鄧元覚に手こずる魯智深を見かねた武松に横槍を入れられ敗走してしまい、首将の貝応夔が助太刀にきたが武松に討ち取られる。
その後は石宝の活躍もあって幾度か梁山泊軍を退けはするものの、李俊らの活躍で杭州城は陥落し、守将であった方天定も西湖で戦死した張順の霊に憑依された張横の手で討ち取られてしまい、鄧元覚は味方と共に要害の地である烏竜嶺へと敗走。追撃してきた宋軍と、ここでも激しく干戈を交えよく持ち堪えたが、宋軍が裏路を通り睦州に迂回されてしまえば方臘の居城がある清渓県をも脅かされてしまう事を懸念した石宝の意見に同心し自ら方臘に援軍を求めるも、自身の城の防備が手薄になる事を怖れる方臘にはにべもなく断られてしまう。結果、鄧元覚や石宝の懸念した通り梁山泊軍は睦州に攻め寄せ、白欽の報せによってそれを知ると、睦州の救援より烏竜嶺を堅守すべきであると主張する石宝の諫止を振り切って救援に向かう。そしてその途上で烏竜嶺攻略のため宋江自ら率いた軍勢と遭遇しこれと交戦。秦明の偽りの敗走に誘い出され、花栄の放った矢を顔面に受けて落馬した所を討ち取られてしまった。